# Kephalos
Kephalos was een figuur uit de Griekse mythologie. 
Hij was de man van Prokris. Toen hij erachter kwam dat ze hem bedroog met Pteleon, die haar had verleid met een gouden kroon, verjoeg hij haar. Ze vluchtte naar Kreta, waar koning Minos verliefd op haar werd. Zijn vrouw had echter een vloek over hem uitgesproken dat als hij haar ooit zou bedriegen, zijn minnares schorpioenen en slangen zou baren die haar zouden doden. Prokris ging niet in op zijn avances, omdat ze nog steeds van Kephalos hield. Ze genas hem echter wel van de vloek.
Daarna keerde ze terug naar Kephalos en verzoende zich met hem. Ze hielden zoveel van elkaar, dat ze zwoeren dat ze nooit een ander zouden hebben. Toen Kephalos ging jagen in de bergen, kreeg hij het warm en riep hij de wind aan. Een dienaar, die zelf verliefd was op de mooie Prokris, hoorde hem echter roepen: 'Aura, Aura verkwik mij!'
De dienaar dacht dat hij een minnares riep en vertelde het aan Prokris. Ze wilde hem niet geloven, maar omdat hij zo aandrong, besloot ze Kephalos te volgen naar de bergen. Weer kreeg Kephalos het warm en riep hij naar de wind: 'Aura, Aura, verkwik me!' Toen Prokris dat hoorde, stootte ze een jammerklacht uit. Kephalos, die dacht dat hij een wild dier hoorde, schoot haar neer terwijl zij in de struiken verborgen zat. Toen hij zijn geliefde dood aantrof, knielde hij al huilend bij haar neer en boog zich naar haar toe. Prokris fluisterde in zijn oor: 'Beloof me dat je nooit met Aura ons echtelijke bed deelt.' Toen pas begreep Kephalos dat Prokris dacht dat hij een ander had. Hij legde haar alles uit, vlak daarna stierf ze. Kephalos had daar zoveel verdriet over, dat hij zei: 'Ik kan alleen leven met Prokris; nu zij er niet meer is, kan ik niet meer leven.' Daarop stortte hij zich van de rotsen, met zijn dode vrouw nog in zijn armen.